# Успенское кладбище (Челябинск)
Успе́нское кла́дбище — кладбище в Курчатовском районе Челябинска.

## Месторасположение
Кладбище расположено в Курчатовском районе Челябинска, по адресу: Свердловский тракт, 14а к северу от цинкового завода, откуда происходит неофициальное название кладбища — Цинковое. На нынешнем месте открыто в 1928—1932. Площадь — около 140 га, общая длина аллей и дорожек — более 100 км.

## Известные похороненные
См. категорию Похороненные на Успенском кладбище (Челябинск)

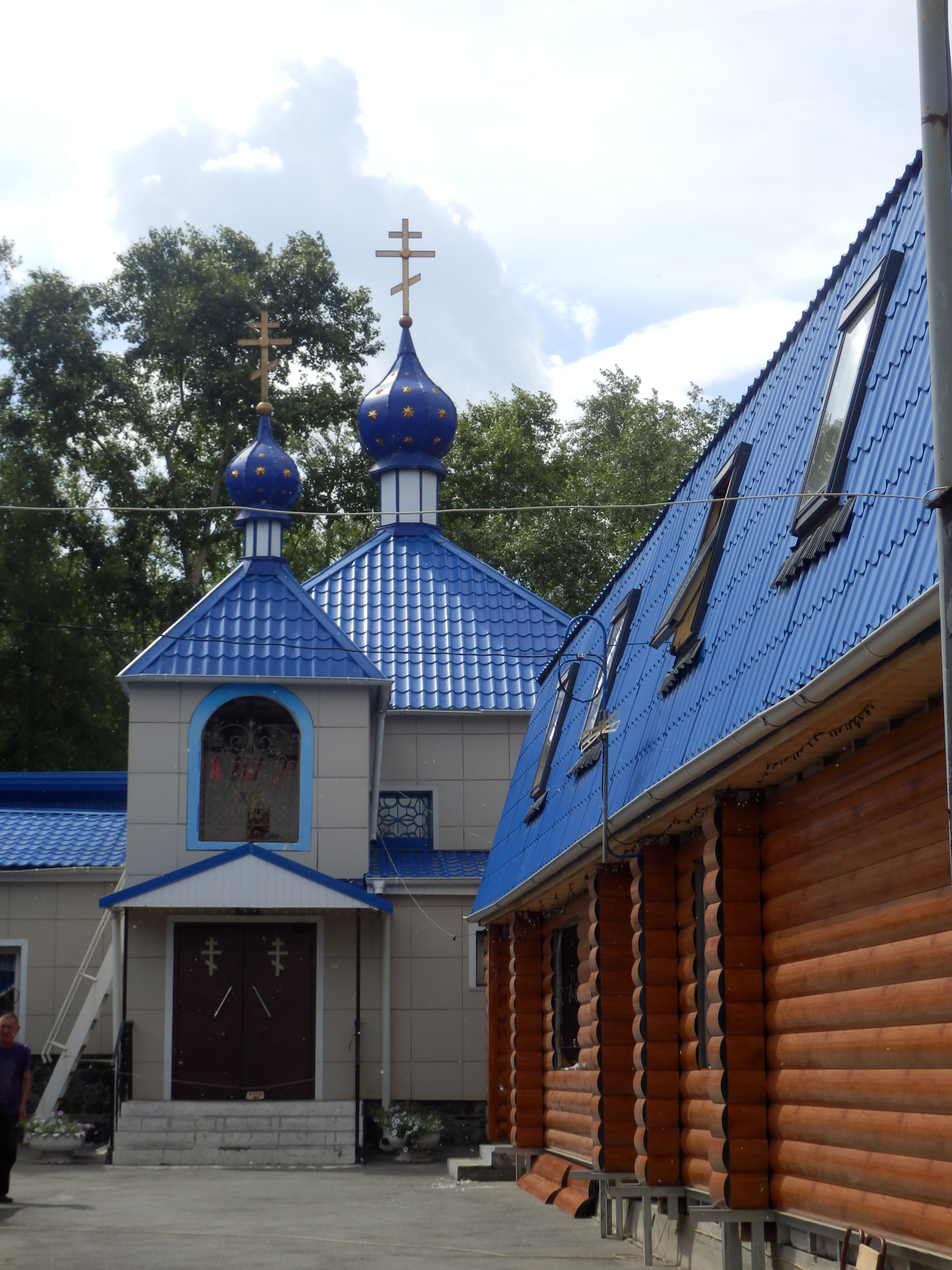
Успенская церковь на Успенском кладбище

### Герои Советского Союза
- Брякин, Павел Константинович
- Дерябин, Степан Александрович
- Загайнов, Георгий Прокопьевич
- Зажигин, Иван Степанович
- Качалин, Илья Иванович
- Клюев, Василий Кузьмич
- Крылов, Николай Николаевич
- Малахов, Борис Фёдорович

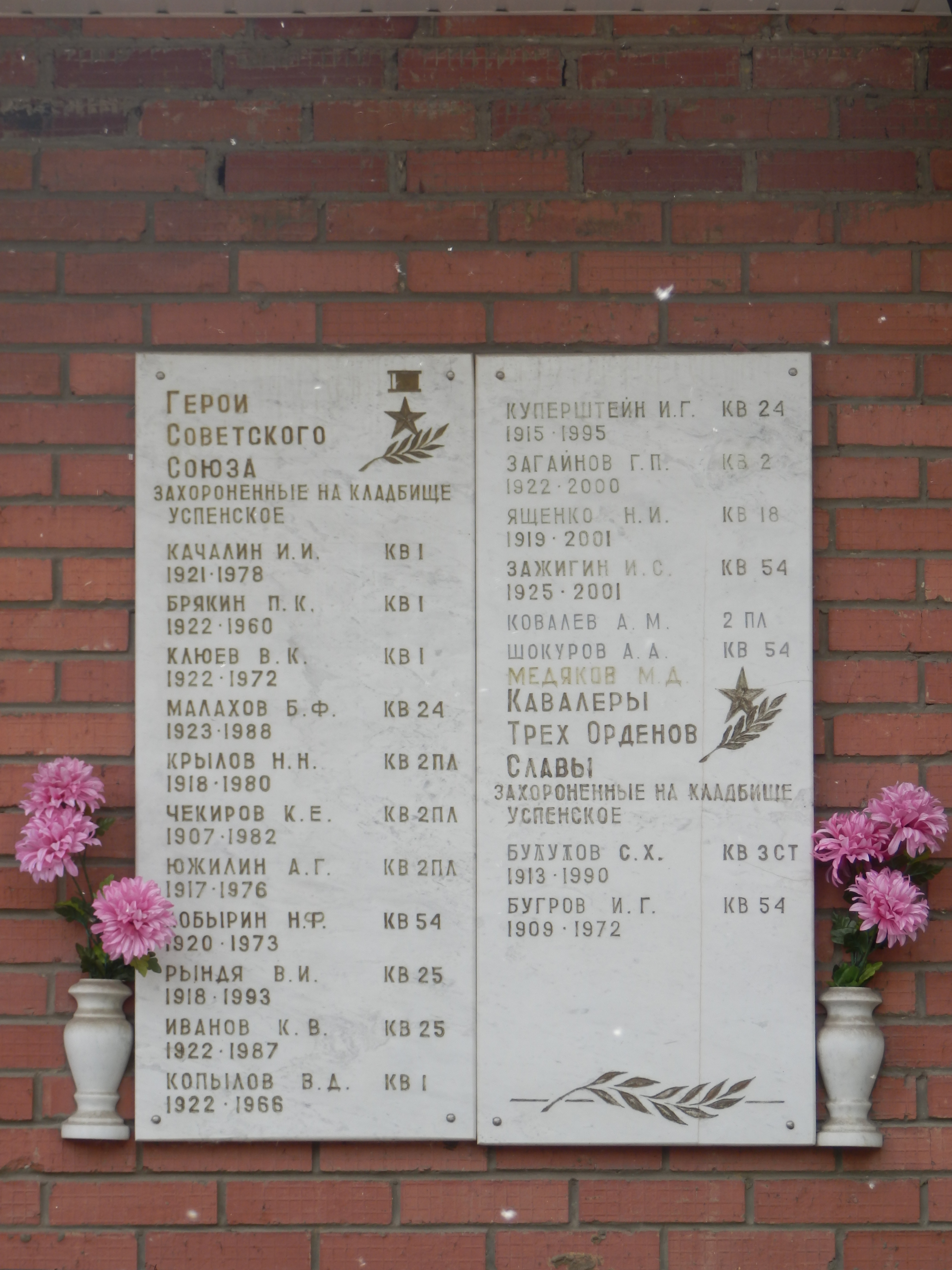
Список Героев Советского Союза и кавалеров трёх орденов Славы, захороненных на Успенском кладбище

- Еремеев, Пётр Васильевич (Герой Российской Федерации)

### Учёные
- Балжи, Михаил Фёдорович
- Гусаров, Владимир Николаевич
- Кошин, Анатолий Александрович
- Синяко́в Гео́ргий Фёдорович

### Политики
- Белостоцкий, Иван Степанович
- Беспалов, Алексей Николаевич
- Давыдов, Виктор Фёдорович
- Лаптев, Николай Васильевич
- Литовченко, Алексей Потапович
- Сумин, Пётр Иванович

### Деятели искусства
- Агеев, Евгений Иванович
- Аношкин, Михаил Петрович
- Баратова, Изабелла Григорьевна
- Варфоломеев, Леонард Иванович
- Власова, Серафима Константиновна
- Вохминцев, Виктор Яковлевич
- Головницкий, Лев Николаевич
- Гроссман, Марк Соломонович
- Кулешов, Пётр Иванович
- Лескова, Анастасия Спиридоновна
- Медведев, Николай Александрович
- Милосердов, Владимир Иванович
- Орлов, Наум Юрьевич
- Цапник, Юрий Викторинович
- Шмаков, Александр Андреевич

### Спортсмены
- Гальперин, Исаак Иосифович
- Копнин, Алексей Григорьевич
- Копоть, Артём Юрьевич

### Матери-героини
- Шабалина, Екатерина Матвеевна